# Guus Belinfante
August David (Guus) Belinfante (Den Haag, 10 september 1911 – Amsterdam, 23 maart 2000) was een Nederlandse jurist en wetenschapper. Hij was van 1968 tot 1972 rector magnificus van de Universiteit van Amsterdam.

## Levensloop

### Vroege jaren
Belinfante werd geboren in de oude Joodse buurt van Den Haag als de zoon van Eduard Belinfante (1875-1944) en Judith Belinfante-Mendes da Costa (1881-1944). Het gezin stamde af van Portugese Joden. Belinfante had een jongere zus, Ester genaamd.
Als scholier bezocht Belinfante het Tweede Lyceum om vervolgens rechten te studeren aan de Universiteit van Leiden. Als student was hij lid van de Zionistische Studentenfederatie. Volgens eigen zeggen meer uit traditie dan uit overtuiging. Na het afronden van zijn studie ging Belinfante aan de slag in de advocatenpraktijk van zijn vader en schreef artikelen voor bladen als Elsevier, De Groene en Propria Cures. Verder werd hij actief binnen de Vrijzinnig-Democratische Bond. Zo stond hij in Voorburg, waar het gezin intussen naar toe was verhuisd, kandidaat voor de gemeenteraad, zij het op een lage plek. Later was hij lid van de Partij van de Arbeid.

### Tweede Wereldoorlog
Tijdens de meidagen van 1940 was Belinfante gelegerd bij de infanterie in Weesp, maar nam niet deel aan de gevechten. Na de vorming van de Joodse Raad had hij zitting bij de Haagse afdeling van de Raad. Eerder was hij actief bij de Joodse Coordinatie-Commissie. In december 1941 stapte Belinfante op als bestuurslid bij de Joodse Raad omdat – in de woorden van zijn vrouw in een brief aan een vriendin  – "hij het werk niet erg fatsoenlijk meer vindt". Desondanks bleef Belinfante in het jaar daarna hand- en spandiensten verrichten voor de Raad. Zo was er op zijn woonadres een voorlichtingsbureau gevestigd van de Joodse Raad
Via zijn secretaresse Loes Sewing kreeg Eduard Belinfante het aanbod onder te duiken. Eduard wilde geen mensen in gevaar brengen en stelde voor dat Guus en zijn vrouw Hester van het aanbod gebruik maakte. Zij doken vanaf mei 1943 afwisselend onder bij Loes en Cas Sewing in Voorburg en bij hun (schoon)ouders in Rijswijk. Het laatste jaar van de oorlog zat Belinfante ondergedoken bij Henk van Gelder en Chris Grootveld in de Bankastraat in Den Haag. Tijdens zijn onderduikperiode schreef Belinfante zijn proefschrift, maar tot afronding kwam het nooit. Na eerder twee miskramen te hebben gehad beviel Hester Belinfante in juni 1943 van hun dochter Judith. Het vroegere dienstmeisje van de familie Lien Oosthoek registreerde haar bij de burgerlijke stand als haar eigen dochter en voedde haar op tot het einde van de oorlog.
Belinfantes ouders Eduard en Judith behoorden tot de laatste groep Haagse Joden die in september 1943 werden overgebracht naar Westerbork. Vandaar uit werden ze via Theresienstadt gedeporteerd naar Auschwitz. Eduard overleed op weg of bij aankomst naar het Poolse concentratiekamp, terwijl Judith na aankomst werd vergast. Belinfantes jongere zus Ester was voor de oorlog al naar Palestina geëmigreerd.

### Naoorlogse jaren
Na de oorlog vond Belinfante werk bij het Directoraat-Generaal van de Bijzondere rechtspleging, waar hij een rol kreeg in de voorbereiding van wetgevende maatregelen en ministeriële beslissingen. Eerder was hij gevraagd om als raadsheer op te treden, maar Belinfante was tegen de doodstraf en vond bovendien dat hij als jood niet onbevooroordeeld was. 
Vanaf 1948 werkte Belinfante als raadsadviseur op het ministerie van Justitie. Hij bracht in die functie veel tijd door in Parijs, waar hij met juristen van andere landen werkte aan een wetboek van strafrecht voor het nieuw te vormen Europese Defensiegemeenschap. Als raadsadviseur schreef Belinfante een rapport of onder andere de Nederlandse militair Raymond Westerling vervolgd kon worden voor executies begaan op Celebes. Belinfante concludeerde dat Westerling vervolgd kon worden, maar dat dat ook gevolgen kon hebben voor mensen hoger op de (militaire) ladder, tot kabinetsleden aan toe. Het kabinet besloot mede op basis daarvan dat Westerling niet vervolgd zou worden. 
Belinfante werd in 1960 benoemd tot hoogleraar aan de Universiteit van Amsterdam met als leeropdracht "Algemene inleiding tot de rechtswetenschap, Nederlands- en vergelijkend staats- en administratief recht". Het lag gevoelig dat Belinfante niet gepromoveerd was. Tegelijkertijd meende de benoemingscommissie dat dit ruimschoots gecompenseerd werd door zijn staat van dienst. In de jaren zestig werd Belinfante een bekende persoonlijkheid doordat hij regelmatig optrad als rechter in het VARA-programma de TV-rechtbank, waarin een rechtszaak werd nagespeeld.
Van 1968 tot 1972 was Belinfante rector magnificus van de Universiteit van Amsterdam. In deze periode speelde zowel nationaal als internationaal veel discussie over studenteninspraak. Belinfante stond sympathiek tegenover de wensen van de studenten, maar kwam frontaal met hen in botsing tijdens de bezetting van de Maagdenhuisbezetting. Hij weigerde toezeggingen te doen en verloor daardoor veel gezag aan de universiteit. Belinfante's biografe Geke van der Wal schreef later dat Belinfante "mede door zijn traumatische oorlogservaringen de revolte niet (kon) relativeren. De pijn van de oorlog blokkeerde zijn creativiteit". In 1972 werd Belinfante grotendeels arbeidsongeschikt verklaard en ging met pensioen. In 1978 verscheen van zijn hand de eerste uitgebreide wetenschappelijk studie over de naoorlogse bijzondere rechtspleging In plaats van bijltjesdag, de geschiedenis van de bijzondere rechtspleging na de Tweede Wereldoorlog.

## Persoonlijk
Belinfante trouwde in 1937 met Hester Goudeket, met wie hij twee kinderen kreeg, Judith en Joost. In de zomer van 1957 verliet Belinfante zijn vrouw en trok in bij Willy Sauerbier, die deel had gemaakt van de verzorgingsgroep rondom Belinfante, toen hij met zijn vrouw ondergedoken zat. Samen kregen zij nog een zoon. Sauerbier had al een dochter uit een eerder huwelijk, te weten Laetitia de Haas. Hester Belinfante-Goudeket beëindigde haar leven op 20 maart 1958.